# Urška Sešek
Urška Sešek, slovenska predavateljica, jezikoslovka in pedagoginja, * 1973
Do leta 2018 je bila zaposlena na Filozofski fakulteti v Ljubljani. Ponuja pomoč učencem z učnimi težavami in splošne inštrukcije.

## Življenjepis
Po končanem srednjem šolanju je pridobila naziv ekonomsko-komercialni tehnik in se vpisala na Filozofsko fakulteto v Ljubljani, smer angleški jezik in nemški jezik. Diplomirala je leta 1996 in se leta 1997 podiplomsko izpopolnjevala v Združenih državah Amerike.
Od leta 1997 je delala na Filozofski fakulteti v Ljubljani na Oddelku za anglistiko, kjer je poučevala predmete v okviru študija angleškega jezika, med njimi tudi ameriško kulturo in prevajanje. Kasneje se je posvetila predvsem vedi o učenju in poučevanju jezika in magistrirala leta 1999 na temo razvijanje veščine pisanja pri učencih. Leta 2006 je doktorirala na temo poklicnih znanj, ki jih potrebuje dober učitelj angleščine, in kako iz tega izhajati pri njegovem usposabljanju.
Med poučevanjem na Filozofski fakulteti je bila zadolžena za praktično usposabljanje študentov, bodočih učiteljev angleščine. Pisala je študijske programe, vodila izpopolnjevanja za učitelje in urejala študentske izmenjave v tujini. Bila je mentorica več diplomantov in štirih podiplomskih študentov.
Leta 2015 je ocenjevala? doktorat na pedagoški fakulteti na Univerzi v Edinburgu. Predavala je tudi na rednih in izrednih študijskih programih na Inštitutu in akademiji za multimedije in na Teološki fakulteti.

## Delo

### Doktorska disertacija
Načrtovanje razvijanja jezikovne zmožnosti bodočih učiteljev angleščine kot tujega jezika je doktorska disertacija Urške Sešek, ki je bila objavljena leta 2005. Delo govori o izhodišču za zagotavljanje dobro usposobljenih učiteljev angleščine in načrtovanjem programa za njihovo usposobljanje.
Obravnava znanje, ki ga ima oz. bi ga moral imeti učitelj angleškega jezika v 21. stoletju in programe za izobraževanje učiteljev, ker je kakovost izobraževanja družbe odvisna od kakovostnih učiteljev. V Sloveniji so posebnega pomena učitelji tujih jezikov, predvsem angleščine, saj postaja znanje angleščine eno najpomembnejših 'tehničnih' znanj v družbah.
Kakovostno usposabljanje je pomembno tudi zaradi zaposlovanja diplmantov na pedagoških programih in ker je angleščina predmet skoraj vseh izobraževalnih programov v državi.
Postavlja se vprašanje, ali je potrebno sposobnost in sestavo učiteljevega dela in usposobljanja raziskovati, če je v to problematika v slovenskem prostoru in če je, kakšne so lahko izboljšave.
V zadnjih desetletjih je angleščina preplavila našo družbo, kar je povzročilo, da se je dvignil nivo znanja tega jezika.
Eno izmed vprašanj je tudi, ali ni učiteljevo znanje angleščine nekoliko izgubilo na pomenu, saj učenci niso več izpostavljeni samo njegovemu govorjenju ampak tudi pravilni in pristni angleščini v obliki televizije, poslušanju glasbe, brskanja po internetu ... Zagotovo pa se je v Sloveniji, predvsem po 50. letu dvajsetega stoletja, znanje angleščine razširilo z vidika števila ljudi, ki jezik govorijo oz. pišejo in vidika kakovosti.

### Magistrska naloga
Pisne zmožnosti študentov angleščine  je magistrska naloga Urške Sešek iz leta 1999. Ukvarja se z razvijanjem veščin pisanja slovenskih učencev angleškega jezika.
Prvo poglavje vsebuje primerjavo pisanja maternega jezika in tujega jezika s tremi pogledi: pisanje kot proces ubesedenja misli, pisanje kot besedilo in pisanje kot družbena praksa. Predstavljene so tri ravni pisanja:
- Psihomotorična raven
- Ubesedovalna raven; obravnava predpostavko, da je pisanje v tujem jeziku težje kot v maternem.
- Besedilna raven; povezovanje stavkov v večje miselne sklope.

Drugo poglavje obravnava pristop k učenju pisanja, tretje se ukvarja s povratnimi informacijami piscu na pisni izdelek, poudarjeno je, da se s preučevanjem in vrednotenjem besedil v jezikoslovju ukvarja besediloslovje.
V četrtem poglavju je predstavljeno raziskovalno pedagoško delo, ki je temeljilo na poučevanju pisanja. Avtorica je preučevala, kakšne učinke imajo metode, ki se uporabljajo za usmerjanje učenčevega procesa pisanja, to so: pisni odziv učitelja, ustni posvet učitelja in učenca o pisnem izdelku ter odziv sošolca.
Za obvladovanje pisanja je potrebna čim višja raven sposobnosti nadzorovanja in zavedanja svojih miselnih procesov. Učinkovita je metoda procesnega pisanja pri kateri gre za ločevanje faz vrednotenja in proizvajanja. V sklopu tega obstaja več tehnik oblikovanja misli, kot so: vprašanja o temi, prosto pisanje, 'možganska nevihta'.

### Spodbujanje kulture raziskovanja in inoviranja pri pouku skozi proces vseživljenjskega učenja učiteljev
Projekt je izšel leta 2010, pri njem pa je sodelovalo 7 avtorjev. Govori o ustvarjalnosti in kreativnosti v izobraževanju. V okviru projekta so analizirali stanje na področju ustvarjalnosti in inovativnosti v vzgoji in izobraževanju v Sloveniji in ga primerjali z nekaterimi tujimi državami. Raziskava je pokazala, da so pedagoški delavci v slovenskih šolah zelo naklonjeni inovativnemu delu.

### Nastajanje metabesedilnih prvin kot vidik procesa pisanja
Članek je bil leta 2007 objavljen v reviji Jezik in slovstvo in govori o raziskovanju metabesedilnosti. Opisuje eksperiment, pri katerem je avtorica s pomočniki opazovala dva pisca pri pisanju določenega besedila, nato pa je te besedili analizirala z vidika rabe metabesedilnih prvin. 
Metabesedilo je veja jezikoslovja in vsebuje prvine, s pomočjo katerih vodi pisec bralca skozi besedilo in z njim vzpostavlja dialog.
Avtorica je predvidevala, da metabesedilne prvine nastajajo v poznejših fazah procesa pisanja.